# Cyne
Cyne, ou CYNE, est un groupe de hip-hop américain, originaire de Gainesville, en Floride. Il se compose des rappeurs Akin et Cise Starr, et des producteurs Enoch et Speck. Le dernier album du groupe s'intitule All my angles are right, publié en mars 2014.

## Biographie
Cyne est un quartet originaire de Floride, composé des membres et rappeurs Akin et Cise Starr, et des producteurs Enoch et Speck. Leur nom, prononcé saïne, est un acronyme pour Cultivating Your New Experience. Caractérisé par un style musical agressif, avec des influences hip-hop left-field, rock, trip hop et jazz, le groupe est connu pour ses paroles suivant la philosophie de Jean-Jacques Rousseau. Au fil de son parcours, Cyne collabore avec des artistes du monde entier, parmi lesquels Nujabes, dont les projets solos sont souvent accompagnés de Cise Star, Akin et Four Tet qui ont produit plusieurs remixes ensemble en 2005.
Cyne publie son premier album, Time Being, le 5 août 2003 au label P-Vine Records. Cyne publie son deuxième album Evolution Fight le 27 septembre 2005, au label City Centre Offices. Bien accueilli par l'ensemble de la presse spécialisée, l'album est désigné « album de la semaine » par Stylus Magazine pendant la semaine du 29 août 2005. En 2007, le groupe sort Grey Matter EP, téléchargeable gratuitement sur son site web.
Courant 2014, Cyne annonce la sortie d'un nouvel album, All My Angles Are Right, publié le 18 mars 2014 au label Hometapes, leur premier album depuis cinq ans.

## Discographie

### Albums studio
- 2003 : Time Being
- 2005 : Evolution Fight
- 2008 : Starship Utopia
- 2008 : Pretty Dark Things
- 2009 : Water for Mars
- 2014 : All My Angles Are Right
- 2017 : Time Being (Édition Deluxe)

### Compilations
- 2003 : Cyne (Collection 1999-2003)
- 2011 : Wasteland Vol. 1: Killmore